# As They Burn
As They Burn est un groupe de deathcore français, originaire de Paris, en Île-de-France. Avant de mettre fin à ses activités en 2015, le groupe compte au total un EP, un single, et deux albums studio dont un signé chez Victory Records.
As They Burn est un groupe qui s'est fait particulièrement remarquer en France au début des années 2010 en écumant les scènes prestigieuses (Hellfest 2012, Motocultor Festival) ou par la participation d'artistes reconnus en tant qu'invités dont Frankie Palmeri d'Emmure ou encore Aaron Matts de Betraying the Martyrs. Le groupe annonce sa séparation le 5 janvier 2015 puis son retour le 31 mars 2022.

## Biographie
As They Burn est formé en 2007 à Paris, en Île-de-France, par cinq amis que sont Kevin, Hoby, Fabio, Ronald et Milton. As They Burn publie, deux ans plus tard, son premier EP six titres, intitulé A New Area for our Plagues, en 2009, au label Ultimhate Records,. Pour VS-Webzine, « As They Burn fait partie de ces groupes à l'étiquette facilement discernable tant les influences sont précises et notables. Ici, on a affaire à du deathcore. Musicalement, le combo présente un EP aux accents metalcore affirmés, aux moshparts omniprésentes, aux rythmiques blastées et aux grosses voix death. Du deathcore, quoi ! »
Au début de 2010, le groupe se lance en tournée avec des groupes tels que Despised Icon, War from a Harlots Mouth, Emmure ou L'Esprit du Clan. Le 20 juin 2011, As They Burn publie son premier album studio, Aeon's War dont les parties de chant sont produites par Junior Rodriguez (Darkness Dynamite, Dick Rivers, Loudblast) au Portugal, qui les propulse au cœur des scènes metalcore et deathcore. Ils participent en 2012 au festival Hellfest, à Clisson. En 2013, le groupe publie le single Dream Collapse, puis son deuxième album studio, intitulé Will, Love, Life.
Le groupe annonce sa séparation le 5 janvier 2015. « On a commencé à composer un nouvel album, et en avançant dessus on se rendait compte que c’était trop compliqué pour pouvoir sortir quelque chose qui encore une fois était un dépassement de nous-mêmes, artistiquement et même individuellement », explique Milton.
7 années après sa séparation, le groupe annonce son retour en 2022 d'abord avec la sortie du single Unable To Connect  le 31 mars 2022  puis entame une série de concerts débutant par le Bataclan le 21 avril 2022 . As They Burn sort un E.P. de 6 titres EP EGO DEATH le 10 novembre 2022 .
Kevin Traoré annonce son départ du groupe sur la page Facebook officielle du groupe le 27 novembre 2023, acté le 27 janvier 2024 après un ultime concert à Paris. 
Un an plus tard, As They Burn présente son nouveau chanteur Zek Eladio avec la sortie de leur nouveau single Dialysis le 20 février 2025. 

## Membres

### Membres Actuels
- Ronald Pastor - basse (2007-2015, depuis 2022)
- Milton Bakech - batterie (2007-2015, depuis 2022)
- Luigi Marletta - guitare (depuis 2022)
- Zek Eladio - chant (depuis 2025)

### Anciens Membres
- Fabio Meschini - guitare (2007-2015)
- Hoby Arinosy - guitare (2007-2015)
- Bastien Jacquesson - clavier (2012-2015)
- Kevin Traoré - chant (2007-2015, 2022-2024)

## Vidéographie
- 2010 : A New Area for our Plagues
- 2012 : Philosophical Research Society
- 2012 : Distorted Rules
- 2013 : Dream Collapse
- 2013 : F.R.E.A.K.S. (feat. Frankie Palmeri d'Emmure et Aaron Matts de Betraying the Martyrs)
- 2022 : Unable To Connect
- 2023 : Monster
- 2025 : Dialysis
- 2025 : Trauma